# Oradea Transport Local

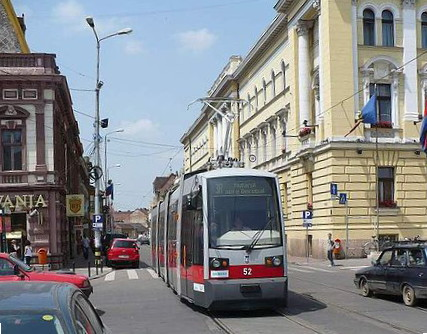
Siemens ULF in der Innenstadt

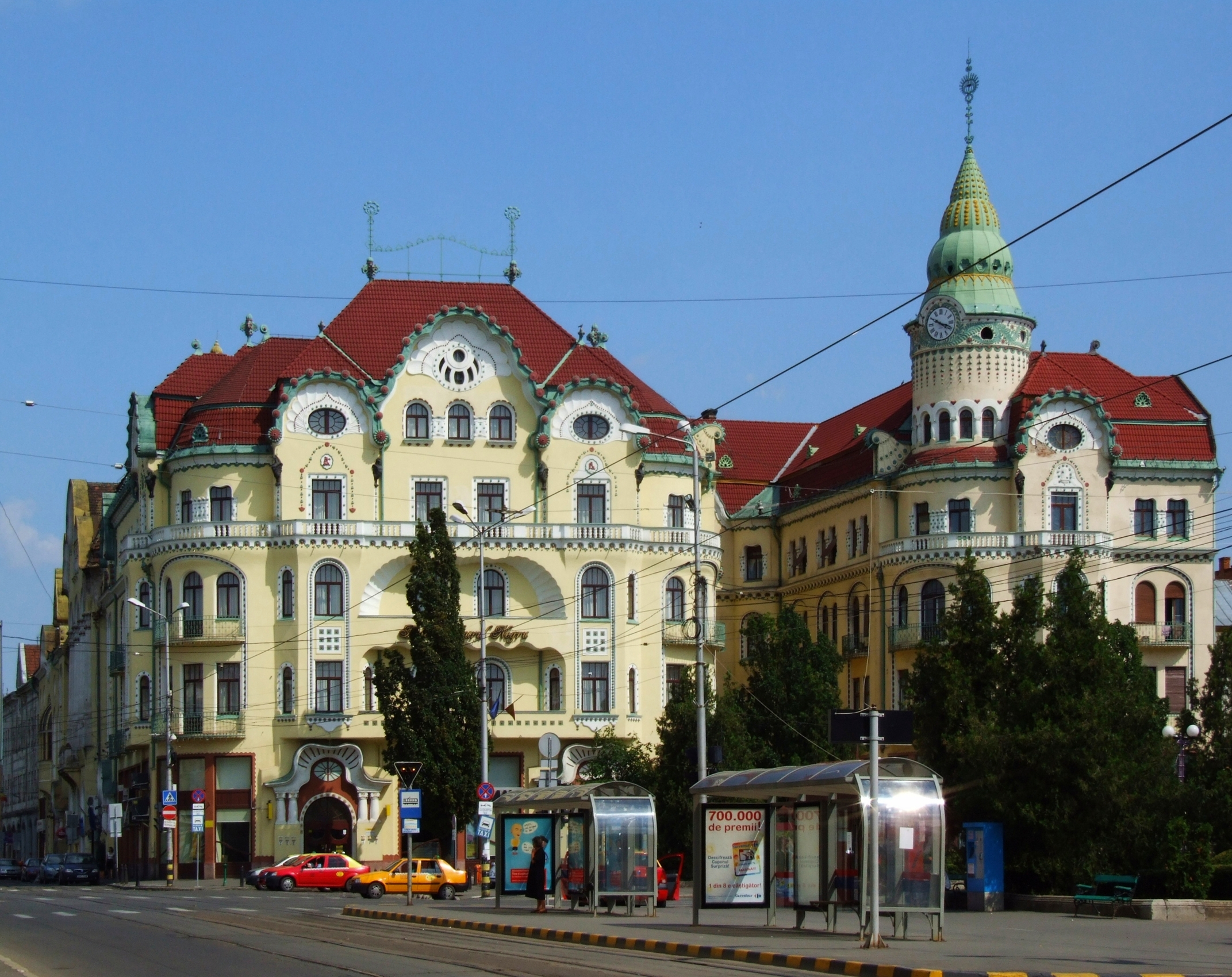
Haltestelle am Piața Unirii

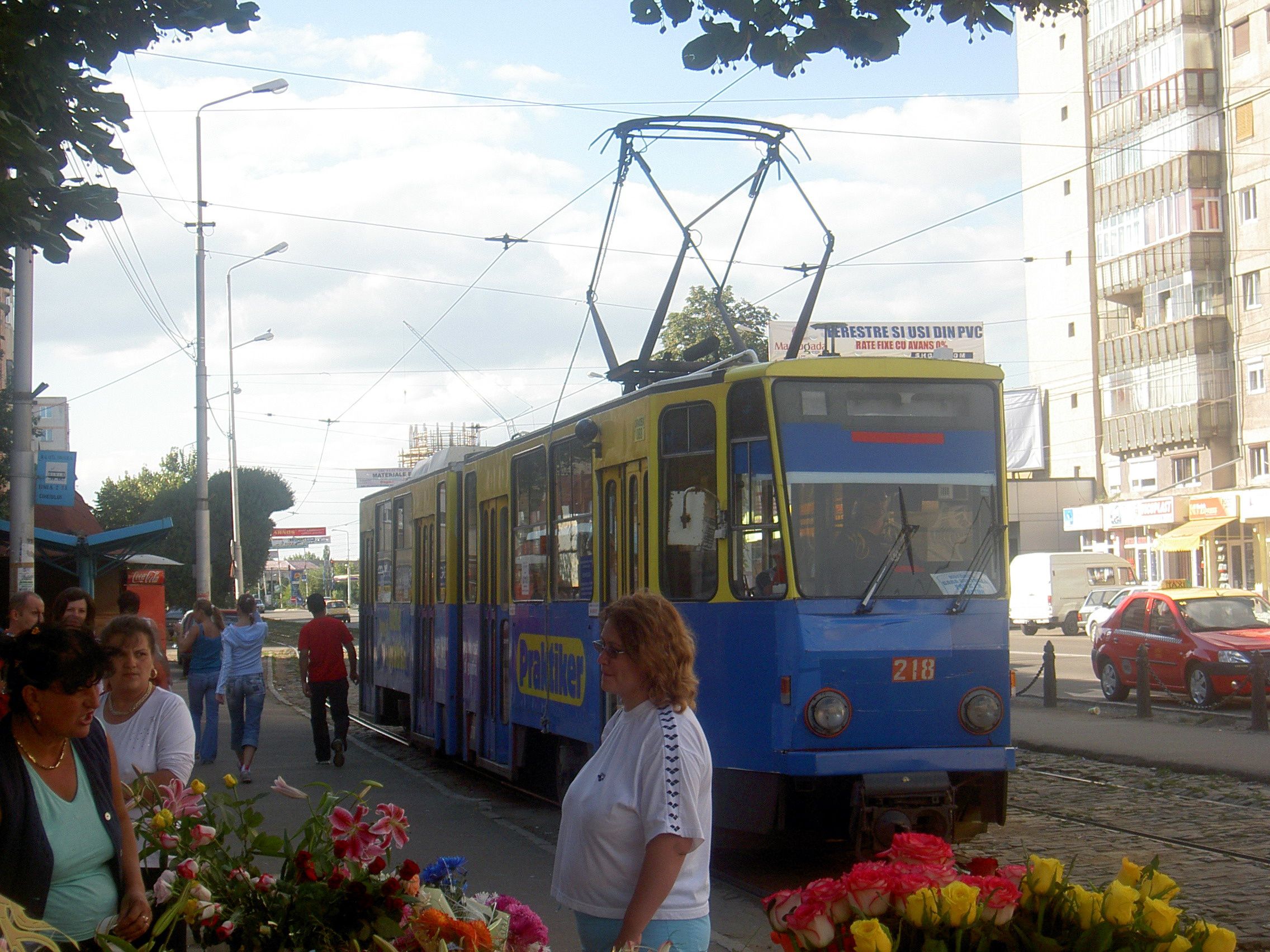
Gebrauchtwagen aus Berlin

Die Oradea Transport Local R.A. – abgekürzt O.T.L., ungarisch Nagyváradi Helyi Közszállítási Vállalat – ist das städtische Nahverkehrsunternehmen der rumänischen Stadt Oradea. Es betreibt fünf Straßenbahn- sowie vierzehn Omnibus-Linien.

## Straßenbahn

### Geschichte
Am 16. März 1906 nahmen drei Linien den Betrieb in der damals im Zeichen der Modernisierung stehenden Stadt auf. Das Netz wurde stetig ausgebaut, in den 1950er-Jahren waren bis zu elf Linien unterwegs. Im Vergleich zur heutigen Zeit verliefen mehr Strecken direkt durch die Innenstadt, das heißt innerhalb des Straßenbahnrings. Um 1960 begann die Einstellung vieler Linien, während bis zum Ende der kommunistischen Ära 1989/90 nur noch die Strecken ins westlich der Stadt gelegene Industriegebiet sowie die Verlängerung zum Endpunkt der heutigen Linie 2, Ioșia, hinzukamen. Die letzte Streckenschließung erfolgte 1994 auf dem Abschnitt von der Innenstadt zum Ostbahnhof, seine Wiederherstellung ist allerdings geplant.

### Gegenwart
Kern des heutigen Straßenbahnnetzes bildet eine Ringstrecke um die Innenstadt, die an drei Abzweigen durch die Linien befahren beziehungsweise wieder verlassen wird. Hierbei werden als Besonderheit rote Liniennummern verwendet, das heißt Linien mit dem Buchstaben N (für rumän. negru, schwarz) fahren den kompletten Ring im Uhrzeigersinn, diejenigen mit R (roșu, rot) gegen den Uhrzeigersinn. Die Linie 2 fährt lediglich ein Stück auf dem südlichen Ring.
1N (Sinteza – ) Pod C.F.R. – Gara Centrală (Hauptbahnhof) – Piața Unirii – Pod C.F.R. ( – Sinteza) (Ring im Uhrzeigersinn)
1R Pod C.F.R. – Piața Unirii – Gara Centrală – Pod C.F.R. (Ring gegen den Uhrzeigersinn)
2 Str. Nufărului – Ioșia
3N Str. Nufărului – Piața Unirii – Gara Centrală – Str. Nufărului (Ring im Uhrzeigersinn)
3R Str. Nufărului – Gara Centrală – Piața Unirii – Str. Nufărului (Ring gegen den Uhrzeigersinn)

### Fahrzeuge
Oradea ist die erste Stadt Rumäniens, in der moderne Niederflur-Straßenbahnen verkehren. In den Jahren 2008/09 wurden zehn Siemens-Fahrzeuge des Typs ULF angeschafft. Die Straßenbahnflotte wird durch gebraucht erworbene Tatra-Wagen aus Deutschland ergänzt. Sie ersetzten die verschlissenen Wagen aus der sozialistischen Zeit, darunter vor allem die Großraumzüge des Typs Timiș 2. Zuvor verkehrten vierachsige Straßenbahnen der Baureihe V954 von Electroputere sowie diverse Zweiachser.

## Omnibus

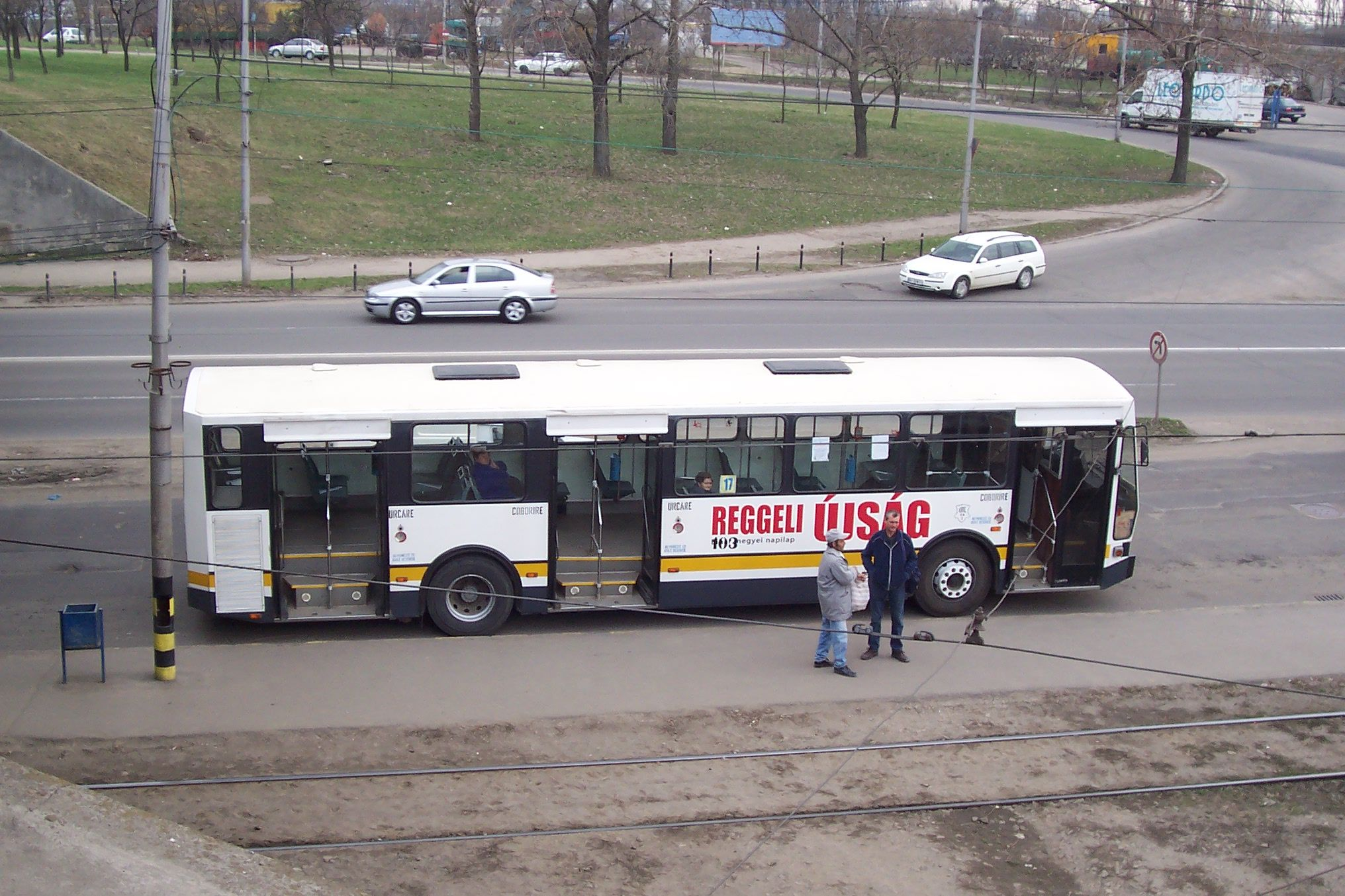
Ein ROCAR-Omnibus auf der Linie 17

Die erste Omnibuslinie Oradeas verkehrte 1956, heute verbinden vierzehn Buslinien der O.T.L., ergänzend zur Straßenbahn, vor allem die Außenbezirke mit der Innenstadt. Die Linien 19 bis 23 dienen dabei vornehmlich der Fahrgastbeförderung zu beziehungsweise von den Einkaufszentren und setzen erst ab dem frühen Vormittag ein.
10 Gara de Est (Ostbahnhof) – Str. Henrik Ibsen
11 Gara Centrală (Hauptbahnhof) – Gara Episcopia (Bahnhof Episcopia)
12 Nufărul – Piața Unirii
13 Str. Gheorghe Doja – Piața 1 Decembrie
14 Universitatea (Universität) – Simcor
15 Hotel Continental – Podgoria
16 Piața 1 Decembrie – Metro
17 Simcor – Piața 1 Decembrie
18 Gara Centrală (Hauptbahnhof) – Str. Bihorului
19 Carrefour Era – Dacia Pasaj – Carrefour Era (Ringlinie)
20 Nufărul – real,- I – Nufărul (Ringlinie)
21 real,- I – Str. Doina – real,- I (Ringlinie)
22 Gara Centrală (Hauptbahnhof) – real,- II
23 Carrefour Era – Piața Cetății